# Caspueñas
Caspueñas è un comune spagnolo di 97 abitanti situato nella comunità autonoma di Castiglia-La Mancia.